# سیمین‌ماهی شب
سیمین‌ماهی شب (نام علمی: Spirinchus starksi) نام گونه‌ای از سرده سیمین‌درازباله‌ها است.